# All We Love We Leave Behind
All We Love We Leave Behind (с англ. — «Всё, что мы любим, мы оставляем позади») — восьмой студийный альбом американской металкор-группы Converge, выпущенный 8 октября 2012 года на лейбле Epitaph Records. В отличие от предыдущего альбома группы Axe to Fall, в альбоме не было приглашённых музыкантов. Продюсером альбома выступил гитарист Converge Курт Баллу, а оформление было создано вокалистом группы Джейкобом Бэнноном.
All We Love We Leave Behind достиг 70-й строчки в чарте Billboard 200 в Соединённых Штатах, это была самая коммерчески успешная запись группы, пока их следующий альбом The Dusk in Us не достиг 60-й строчки в том же чарте в 2017 году.

## Предыстория и запись
1 января 2012 года Converge объявили, что они завершили работу над альбомом. На следующий день Курт Баллу на своей странице в Facebook объявил о планах начать запись с группой в январе 2012 года. Альбом был записан и сведён в студии Курта Баллу GodCity в Салеме, штат Массачусетс. В отличие от нескольких последних альбомов группы, на All We Love We Leave Behind не было соавторов. Звучание альбома было описано как «сырое» и «живое». Мастерингом альбома занимался Алан Душес, известный своим вкладом в записях Converge, а также мастерингом для таких групп, как Death, The Dillinger Escape Plan и Japandroids. Бывший барабанщик Give Up the Ghost Алекс Гарсия-Ривера был привлечён в качестве барабанщика-техника.

## Музыка и тексты песен
Бэннон сказал: «Все наши альбомы эмоциональны, но я чувствую, что это наш самый мощный альбом на сегодняшний день. Для меня такие песни, как „Predative Glow“ и „Empty on the Inside“, звучат по-новому для нашей группы», — он добавляет, объясняя эту способность тем фактом, что группа стала лучше писать песни, проводя так много времени в разъездах и в студии, совершенствуя своё мастерство. «Успех для меня — это создание чего-то волнующего и приносящего удовлетворение, и я действительно ощущаю и то, и другое, когда слушаю этот альбом от начала до конца».
Converge хотели чтобы All We Love We Leave Behind звучало более «органично» по сравнению с их предыдущими релизами. Это означает, что в альбоме нет искусственных искажений, триггеров или автоматической настройки. Баллу объясняет: «всё это органично, это настоящие звуки, которые передают то, как группа выступает вживую».
Что касается текстов, то Бэннон подошёл к All We Love We Leave Behind, в очередной раз написав о своём личном опыте, однако нет никаких сомнений в том, что на этот раз его вокал звучит более чётко и разборчиво, чем в прошлом. «Это мой личный альбом, и все песни рассказывают свои собственные истории», — объясняет Бэннон. «Каждая песня основана на реальной жизни, документируя то, что я пережил за последние несколько лет». Соответственно, название альбома — это письмо с извинениями за всё, что ему пришлось оставить позади, чтобы продолжить свой путь в искусстве и музыке. Бэннон объясняет, что, по его мнению, важно признавать эти жертвы, чтобы быть «личностью, осознающей себя». Заглавный трек альбома посвящён смерти давней собаки Бэннона, с которой он сожалел, что не проводил больше времени из-за своих напряжённых гастролей.

## Выпуск и продвижение
All We Love We Leave Behind было впервые анонсировано 28 августа 2012 года. В тот же день было выпущено музыкальное видео на трек «Aimless Arrow», снятое режиссёром Максом Муром. 3 октября 2012 года альбом был доступен для полной трансляции на YouTube, за неделю до его официального релиза. 17 апреля 2014 года было выпущено второе музыкальное видео к альбому «Abcipice / All We Love We Leave Behind», что сделало его первым альбомом Converge, на который было снято более одного музыкального видео. All We Love We Leave Behind было выпущено на лейбле Epitaph Records 8 октября 2012 года (Европа) и 9 октября 2012 года (США) в цифровом формате и на CD. Виниловое издание альбома было выпущено на собственном независимом лейбле звукозаписи Джейкоба Бэннона Deathwish Inc.. В подарочное издание вошли три дополнительных трека: «On My Shield», который первоначально был выпущен как сингл; «Runaway», который первоначально был выпущен на сплит-диске Dropdead; и «No Light Escapes», которая изначально была выпущена на сплит-альбоме Napalm Death. Подарочное издание представляло собой 48-страничную книгу в твёрдом переплёте, которая включала рисунки вокалиста Джейкоба Бэннона. Группа выступила на фестивале FYF Fest в Лос-Анджелесе 1 сентября 2012 года. Затем, после короткого перерыва, группа начала гастролировать в поддержку альбома, и 12 октября 2012 года группа совершила турне по США с Torche, Kvelertak, Nails и Whips/Chains.

## Коммерческий успех
Альбом занял 70-е место в чарте Billboard 200, что стало лучшим результатом группы до выхода The Dusk in Us в 2017 году.

## Отзывы критиков
| Совокупная оценка    | Совокупная оценка |
| Источник             | Оценка            |
| -------------------- | ----------------- |
| AnyDecentMusic?      | 8.1/10            |
| Metacritic           | 88/100            |
| Оценки критиков      |                   |
| Источник             | Оценка            |
| AllMusic             | [ 19 ]            |
| The A.V. Club        | B+                |
| Chicago Tribune      | [ 21 ]            |
| Consequence of Sound | [ 22 ]            |
| Kerrang!             | [ 23 ]            |
| Loudwire             | [ 24 ]            |
| NME                  | 6/10              |
| Pitchfork Media      | 8.6/10            |
| Q                    | [ 26 ]            |
| Spin                 | 8/10              |

All We Love We Leave Behind было встречено широким одобрением музыкальных критиков. На сайте Metacritic, который присваивает нормализованную оценку из 100 баллов отзывам основных критиков, альбом получил среднюю оценку в 88 баллов, основанную на 19 рецензиях, что указывает на «всеобщее признание».
Брэндон Стосуи из Pitchfork Media назвал альбом «Лучшей новой музыкой», написав: «На протяжении 38 минут AWLWLB ни разу не был скучным. Это всё вершины». Стосуи продолжил: «AWLWLB — это пример того, как вы развиваете и совершенствуете музыку, которую любили, когда были моложе, — то, что в конечном счёте стало чем-то большим, чем просто музыка, — так что у неё есть шанс состариться вместе с вами, не теряя при этом своей актуальности». Sputnikmusic также высоко оценил альбом, написав: «All We Love We Leave Behind — это ещё одно успешное достижение, добавленное к хвалёному канону Converge. Ему не хватает новизны, чтобы достичь высот некоторых из своих ранних предшественников, но он продолжает забивать гвозди в склепы конкурирующих хардкор/метал-групп». Дэвид фон Бадер из Consequence of Sound назвал «All We Love We Leave Behind <…> ещё одним ярким примером того, как из агрессии можно сделать искусство», в то время как в Tiny Mix Tapes описали альбом как тот, который «привлекает кинетический релиз всеми возможными способами, как иррациональными так и иными, позволяя беспрепятственно выпускать воздух в качестве средства выхода через среду, которая никогда не звучала так привлекательно». Джейсон Хеллер из The A.V. Club написал, что, хотя в некоторых местах альбому не хватало связности, он «укрепляет позиции Converge как одного из самых прогрессивных и в то же время проникновенных приверженцев хардкора».
Джон Калверт из NME, более неоднозначно отозвался об альбоме, написав: «<…> Сменив бессмысленные временные метаморфозы и атональные всплески на текучесть и стадионный рок, они избавились от своей прежней убогости».

### Номинации
All We Love We Leave Behind был назван лучшим альбомом 2012 года по версии журнала Decibel, а Pitchfork Media поставил альбом на 2-е место в списке 40 лучших метал-альбомов 2012 года. Альбом также занял 40-е место в списке 50 лучших альбомов 2012 года по версии Stereogum. Сайт Metacritic поставил All We Love We Leave Behind на 5-е место в списке «25 самых популярных альбомов 2012 года» и на 27-е место в списке «критики выбирают лучшие альбомы 2012 года».

## Список композиций
Все тексты написаны Джейкобом Бэнноном, вся музыка написана группой Converge.
| №                   | Название                      | Длительность |
| ------------------- | ----------------------------- | ------------ |
| 1.                  | «Aimless Arrow»               | 2:23         |
| 2.                  | «Trespasses»                  | 2:43         |
| 3.                  | «Tender Abuse»                | 1:25         |
| 4.                  | «Sadness Comes Home»          | 3:12         |
| 5.                  | «Empty on the Inside»         | 2:29         |
| 6.                  | «Sparrow's Fall»              | 1:27         |
| 7.                  | «Glacial Pace»                | 4:25         |
| 8.                  | «Vicious Muse»                | 1:52         |
| 9.                  | «Veins and Veils»             | 2:32         |
| 10.                 | «Coral Blue»                  | 4:48         |
| 11.                 | «Shame in the Way»            | 1:57         |
| 12.                 | «Precipice»                   | 1:47         |
| 13.                 | «All We Love We Leave Behind» | 4:07         |
| 14.                 | «Predatory Glow»              | 3:25         |
| Общая длительность: | Общая длительность:           | 38:32        |

| №                   | Название                        | Длительность |
| ------------------- | ------------------------------- | ------------ |
| 1.                  | «Aimless Arrow»                 | 2:23         |
| 2.                  | «Trespasses»                    | 2:43         |
| 3.                  | «Tender Abuse»                  | 1:25         |
| 4.                  | «Sadness Comes Home»            | 3:12         |
| 5.                  | «Empty on the Inside»           | 2:29         |
| 6.                  | «Sparrow's Fall»                | 1:27         |
| 7.                  | «Glacial Pace»                  | 4:25         |
| 8.                  | «No Light Escapes» (бонус-трек) | 0:51         |
| 9.                  | «Vicious Muse»                  | 1:52         |
| 10.                 | «Veins and Veils»               | 2:32         |
| 11.                 | «Coral Blue»                    | 4:48         |
| 12.                 | «Shame in the Way»              | 1:57         |
| 13.                 | «On My Shield» (бонус-трек)     | 4:14         |
| 14.                 | «Precipice»                     | 1:47         |
| 15.                 | «All We Love We Leave Behind»   | 4:07         |
| 16.                 | «Runaway» (бонус-трек)          | 2:03         |
| 17.                 | «Predatory Glow»                | 3:25         |
| Общая длительность: | Общая длительность:             | 45:40        |

## Участники записи
Converge
- Джейкоб Бэннон — вокал, тексты песен, художественное оформление, дизайн и иллюстрации
- Курт Баллу — гитара, вокал, клавишные, перкуссия, продюсер, инженер, сведение
- Nate Newton — бас-гитара, вокал
- Бен Коллер — ударные, перкуссия, вокал

Производственный персонал
- Алан Душес — мастеринг
- Алекс Гарсия-Ривера — барабанный техник

## Чарты
| Чарт                                | Позиция в чарте |
| ----------------------------------- | --------------- |
| ( Япония) Japanese Albums Chart     | 126             |
| ( Великобритания) UK Albums Chart   | 186             |
| ( США) Billboard 200                | 70              |
| ( США) Billboard Independent Albums | 16              |
| ( США) Billboard Hard Rock Albums   | 9               |
| ( США) Billboard Rock Albums        | 32              |
| ( США) Billboard Tastemakers Albums | 13              |